# Lukas Ligeti
Lukas Ligeti, född 13 juni 1965 i Wien, är en österrikisk tonsättare och slagverkare. Hans verk omfattar stilelement från jazz, klassisk nutida musik och världsmusik.
Lukas Ligeti är son till György Ligeti.